# Barra do Rio Azul
Barra do Rio Azul – miasto i gmina w Brazylii, w stanie Rio Grande do Sul. Znajduje się w mezoregionie Noroeste Rio-Grandense i mikroregionie Erechim.